# Atzalan (municipalité)
La municipalité d'Atzalan est l'une des 212 municipalités de l'État de Veracruz, et est située dans la partie centrale de cet État. Située à l'ouest du golfe du Mexique, la municipalité est pour partie assise sur les contreforts du massif montagneux de la Sierra Madre orientale, et se trouve dans la partie sud-ouest du bassin versant du fleuve Río Nautla. Son chef-lieu est la ville éponyme d'Atzalan. Elle dépend de la région administrative de Nautla, du nom du fleuve Río Nautla qui la traverse, qui est une des 10 subdivisions administratives de l'État de Veracruz.

## Géographie

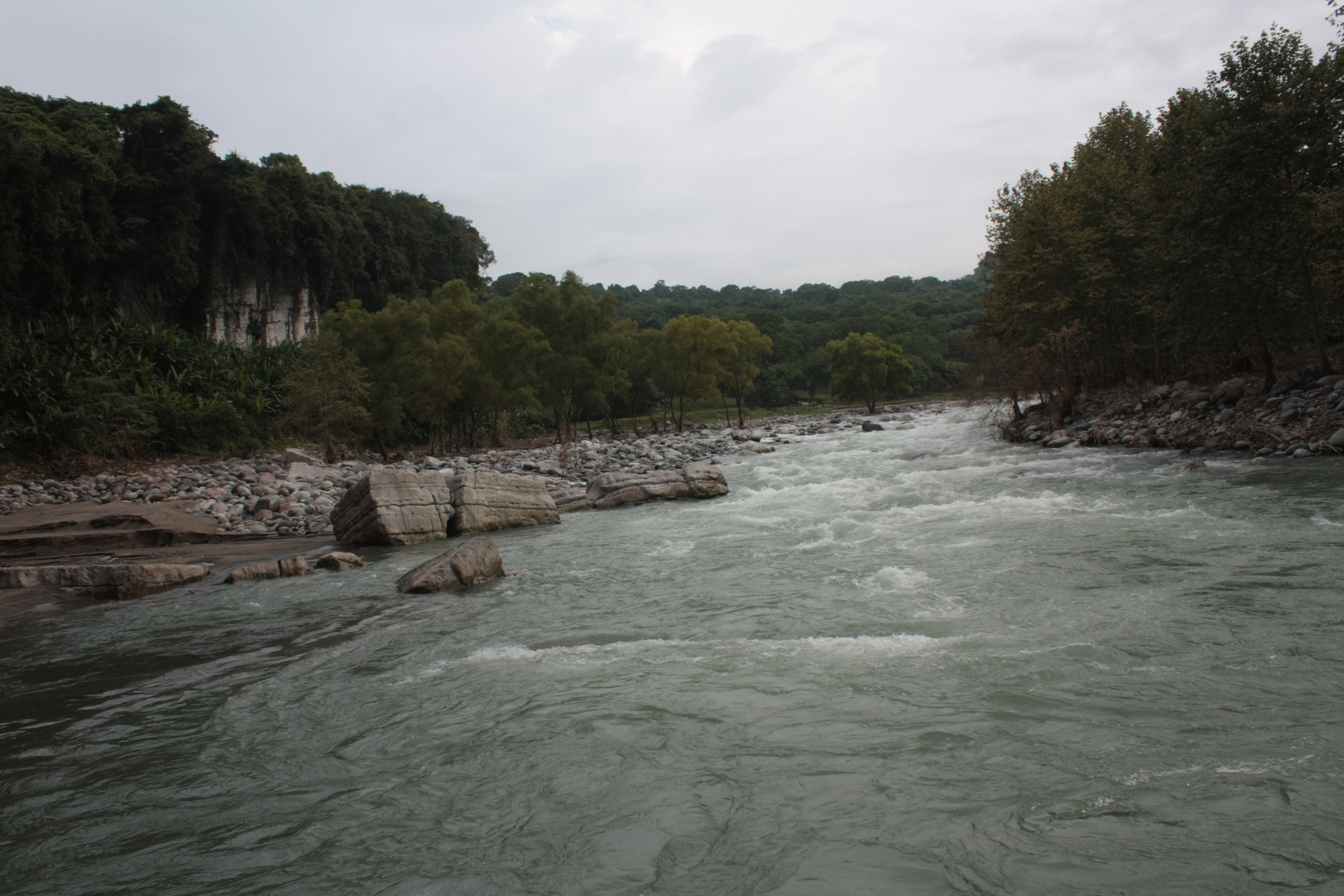
Le fleuve Río Nautla

La municipalité d'Atzalan s'étend du sud-ouest au nord-est dans la partie sud-ouest du bassin versant du fleuve Río Nautla. Ce fleuve traverse son territoire du sud au nord en son milieu, tandis que la rivière Alseseca, l'un de ses affluents, forme sa limite au nord-ouest, qu'un autre affluent, la rivière San Pedro, la traverse à l'est, et qu'un ultime affluent, le Río Kilate, forme pour partie sa limite au sud-est. Assise sur le piémonts, puis sur les contreforts du massif montagneux de la Sierra Madre orientale, son altitude oscille entre 100 et 2000 mètres. Son chef-lieu, la ville éponyme d'Atzalan, se trouve à l'extrémité sud-ouest de son territoire, face à la ville d'Altolonga, plus au sud. Son territoire couvre une superficie de 518,1 km2, et était peuplée en 2020 de 49 180 habitants, pour une densité de 94,9 habitants par km2.
Cette municipalité est limitrophe au nord de celles de Martínez de la Torre et de Tlapacoyan, à l'ouest de celle de Jalacingo, au sud de celles d'Altotonga et de Tenochtitlán, et à l'est de celle Misantla.

## Composition et démographie
La municipalité était composée en 2020 de 194 localités, dont 2 étaient considérées comme urbaines, les autres étant rurales.
| Localité            | Population |
| ------------------- | ---------- |
| Plan de Arroyos     | 3387       |
| Colonias Pedernales | 3312       |
| Atzalan             | 2303       |
| Pahua Hueca         | 1249       |
| Tierra Nueva        | 1151       |
| Reste des localités | 37 778     |
| Total population    | 49 180     |

En plus de l'espagnol, plusieurs langues amérindiennes sont parlées dans la municipalité, dont les principales sont par ordre d'importance : le totonaque, le nahuatl, le mazatèque et le tepehuan du Sud.

## Histoire
L'actuelle ville d'Atzalan a été fondée autour de l'an 1200, comme une implantation totonaque, pour faire face à la poussée du peuple des Nahuas. La localité appartenait alors à la confédération de Mexicaltzingo.
Durant la période hispanique se met en place la paroisse de San Andrés Atzalan, tandis que la première église est bâtie entre 1639 et 1670.

## Économie

### Agriculture et élevage
La superficie des parcelles semées représentait en 2021 une surface totale de 28 906 hectares, parmi lesquels 8201 hectares étaient voués à la culture du caféier, 5768 hectares étaient voués à la culture du citron, et 5685,5 hectares étaient voués à celle du maïs.
En 2021, la production de viande par tonnes comprenait 321,4 tonnes de viande bovine, 128,1 tonnes de viande porcine, 23,9 tonnes de viande ovine, 5,2 tonnes de viande caprine, 19,7 tonnes de volailles, et 4,6 tonnes de dinde. La superficie vouée à l'élevage représentait alors 12 493 hectares.